# Municipio de Mussey
El municipio de Mussey (en inglés: Mussey Township) es un municipio ubicado en el condado de St. Clair en el estado estadounidense de Míchigan. En el año 2010 tenía una población de 4206 habitantes y una densidad poblacional de 45,26 personas por km².

## Geografía
El municipio de Mussey se encuentra ubicado en las coordenadas 43°1′33″N 82°55′54″O / 43.02583, -82.93167. Según la Oficina del Censo de los Estados Unidos, el municipio tiene una superficie total de 92.93 km², de la cual 92,4 km² corresponden a tierra firme y (0,57 %) 0,53 km² es agua.

## Demografía
Según el censo de 2010, había 4206 personas residiendo en el municipio de Mussey. La densidad de población era de 45,26 hab./km². De los 4206 habitantes, el municipio de Mussey estaba compuesto por el 91,96 % blancos, el 0,29 % eran afroamericanos, el 0,52 % eran amerindios, el 0,36 % eran asiáticos, el 4,61 % eran de otras razas y el 2,26 % eran de una mezcla de razas. Del total de la población el 11,08 % eran hispanos o latinos de cualquier raza.